# Полушарие воды

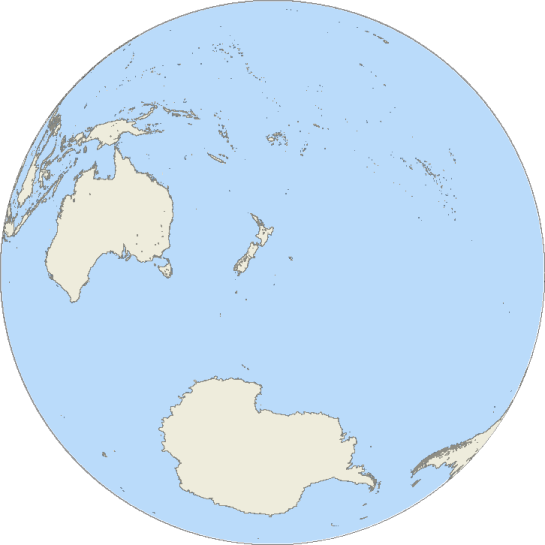
Полушарие воды

Полушарие воды (или океаническое полушарие Земли) — представляет собой полушарие Земли, с центром, расположенным по координатам 47°13′ ю. ш. 178°28′ в. д. (рядом с Новой Зеландией). Дополнительным к полушарию воды является полушарие суши.

## Описание
Полушарие воды включает в себя одну восьмую суши Земли, в том числе Австралию, Антарктиду, Океанию, небольшую часть Южной Америки.